# Język gudźarati
Język gudźarati, gudżarati, gudżaracki (ang. Gujarati) – język z grupy indoaryjskiej języków indoeuropejskich, którym posługuje się blisko 61 mln mówiących – głównie mieszkańców Indii, gdzie w stanie Gudźarat oraz sąsiednich terytoriach Daman i Diu oraz Dadra i Nagar Haweli jest językiem urzędowym – jednym z 23 języków konstytucyjnych Indii. Najbliżej spokrewnione z nim języki to pendźabi i bradź bhasza. Posiada odrębny system pisma, tzw. alfabet sylabiczny gudżarati, wywodzący się ze starożytnego pisma brahmi.
Poza Indiami, użytkownicy tego języka mieszkają w Tanzanii (ok. 250 tys.), Ugandzie (ok. 150 tys.), Pakistanie (ok. 100 tys.), w Kenii (ok. 50 tys.) oraz w mniejszych społecznościach w Wielkiej Brytanii (głównie Leicester i Wembley) i Stanach Zjednoczonych (szczególnie w stanach New Jersey, Nowy Jork, Kalifornia i Teksas). Gudźarati był ojczystym językiem: Freddiego Mercurego, wokalisty grupy Queen, Mahatmy Gandhiego, „ojca Indii” oraz Quaid-e Azama Muhammada Alego Jinnaha, „ojca Pakistanu”.

## Historia
Gramatyka formalna poprzednika tego języka została spisana przez mnicha dźinijskiego i uczonego o imieniu Hemachandra-acharya. Najstarsze utwory literackie pochodzą zaś z XVII w.

## Odmiany języka gudżarati
Można wyróżnić trzy główne warianty języka gudźarati, różniące się głównie słownictwem:
- hindi-gudżarati, pełniący funkcję języka urzędowego i nauczany w szkołach;
- parsi-gudżarati, używany przez indyjską społeczność Parsów. Odmiana ta charakteryzuje się znaczną liczbą słów pochodzenia czysto perskiego;
- muzułmańska odmiana gudżarati, wykazująca silne wpływy leksykalne perskiego i arabskiego.

Różnice gramatyczne między tymi odmianami są znikome.